# Kernel (agriculture)
Pour les articles homonymes, voir Kernel.
Kernel (en ukrainien : Кернел) est la plus grand producteur d'huile de tournesol d'Ukraine. Il opère sous les marques Shchedry Dar, Stozhar et Chumak Zolota, exporte huiles et grains mondialement, et fournit du stoquage pour grains et graines. Il produit 8% de l'huile de tournesol dans le monde et ses produits sont fournis à 60 pays. Il opère 28 grain elevators en Ukraine avec une capacité totale de 2,34 million tonnes de grain, le plus élevé parmi les sociétés du secteur privé du pays.

## Histoire
La société est établie en 1994 par Andriy Verevskiy.
En 2024, cette société fait son entrée dans les élections européenne françaises avec une comparaison entre la taille de la "ferme" ukrainienne et la taille du département du Jura.